# Pierre-Louis-Marie Cortet
Pierre-Louis-Marie Cortet est un évêque catholique français né le 7 mars 1817 à Château-Chinon (Nièvre) et décédé le 16 février 1898 à Cannes (Alpes-Maritimes). Il est évêque de Troyes de 1875 jusqu'à sa mort.

## Biographie
Pierre-Louis-Marie Cortet est né le 7 mars 1817 à Château-Chinon (Nièvre). Il est le fils de Jean Cortet et de Marie Buteau.
Après des études au petit Séminaire puis au Grand Séminaire de Nevers, il est ordonné prêtre le 11 octobre 1840. Quelques jours après son ordination, il entre au Grand Séminaire de Nevers en tant que directeur. À la suite d'ennuis de santé, il est nommé curé de Colméry, arrondissement de Cosne, puis archiprêtre de La Charité. Dufêtre le nomme, en octobre 1850, supérieur du petit Séminaire de Pignelin et, peu après, vicaire général honoraire. Il est alors successivement vicaire général de Nevers (Nièvre) puis de La Rochelle[réf. nécessaire].
En 1867, il est nommé grand vicaire de La Rochelle, tout en étant supérieur des deux communautés des Sœurs de l'Espérance et des Dames du refuge.[réf. nécessaire]
Aumônier de l'Armée de la Loire en 1870, sa santé finalement ne résiste pas et il est envoyé à Perpignan pour reprendre des forces.

Un décret présidentiel du 3 août 1875 l'appelle au siège épiscopal de Troyes rendu vacant à la suite de la démission de Ravinet et il est préconisé dans le consistoire tenu à Rome le 27 septembre 1875.
Il est consacré 99e évêque de Troyes à Paray-le-Monial le 30 novembre 1875, en remplacement de Guillaume Meignan, par l'archevêque de Sens et les évêques de La Rochelle et de Nevers. Il occupe cette fonction jusqu'à son décès, le 16 février 1898, à Cannes (Alpes Maritimes). Le père Louis Brisson assiste à alors la cérémonie.
Pierre Cortet est nommé chevalier de la Légion d'honneur le 11 août 1860.
Pierre Cortet participe au pèlerinage local à Notre Dame de la Salette à Colombé-le-Sec en 1877 et 1878, et au pèlerinage national sur le lieu même de l'apparition, en 1878, 1879 et 1880.
Il meurt à Cannes le 16 février 1898. Il est inhumé dans le caveau des évêques dans la chapelle de la Vierge de la cathédrale Saint-Pierre-et-Saint-Paul de Troyes.

## Armoiries et devise
D'azur, à la croix d'or chargée d'un cœur de gueules enflammé du même, entouré d'une couronne d'épines au naturel et surmonté d'une croix haussée de sable.
Omnia vincit amor

## Distinction
- Chevalier de la Légion d'honneur (11 août 1860)[3]